# Saluzzo
Saluzzo é uma comuna italiana da região do Piemonte, província de Cuneo, com cerca de 15.644 habitantes. Estende-se por uma área de 75 km², tendo uma densidade populacional de 209 hab/km². Faz fronteira com Cardè, Castellar, Lagnasco, Manta, Moretta, Pagno, Revello, Scarnafigi, Torre San Giorgio.
É a cidade natal do padre e teólogo Federico Lombardi, porta-voz oficial do Vaticano e ex-diretor do Centro Televisivo do Vaticano.

## Demografia
| Variação demográfica do município entre 1861 e 2011                               |
|                                                                                   |
| Fonte: Istituto Nazionale di Statistica (ISTAT) - Elaboração gráfica da Wikipedia |